# Acanthagrion obsoletum
Acanthagrion obsoletum is een libellensoort uit de familie van de waterjuffers (Coenagrionidae), onderorde juffers (Zygoptera).
De wetenschappelijke naam van de soort werd in 1914 als Myagrion obsoletum gepubliceerd door Friedrich Förster.

## Synoniemen
- Acanthagrion luna Ris, 1916
- Acanthagrion leonora Gloger, 1967
- Acanthagrion hartei Muzón & Lozano, 2005